# فهرست افراد افتتاح‌کننده المپیک
در این مقاله فهرست افرادی که بازی‌های المپیک را افتتاح نموده‌اند آورده شده‌است.

## مقامات عالی‌رتبه افتتاح کننده بازی‌های المپیک

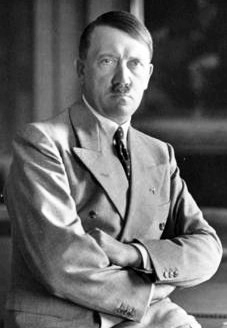
آدولف هیتلر

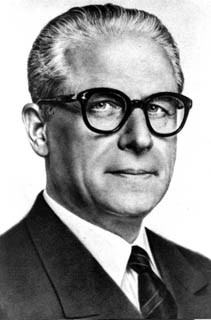
جیووانی گرونچی

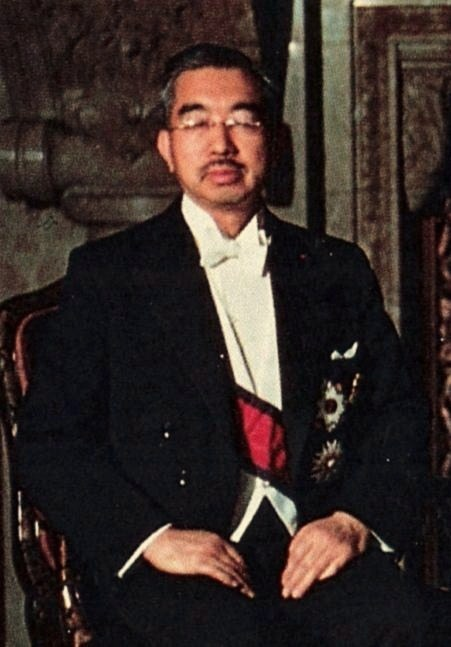
هیروهیتو

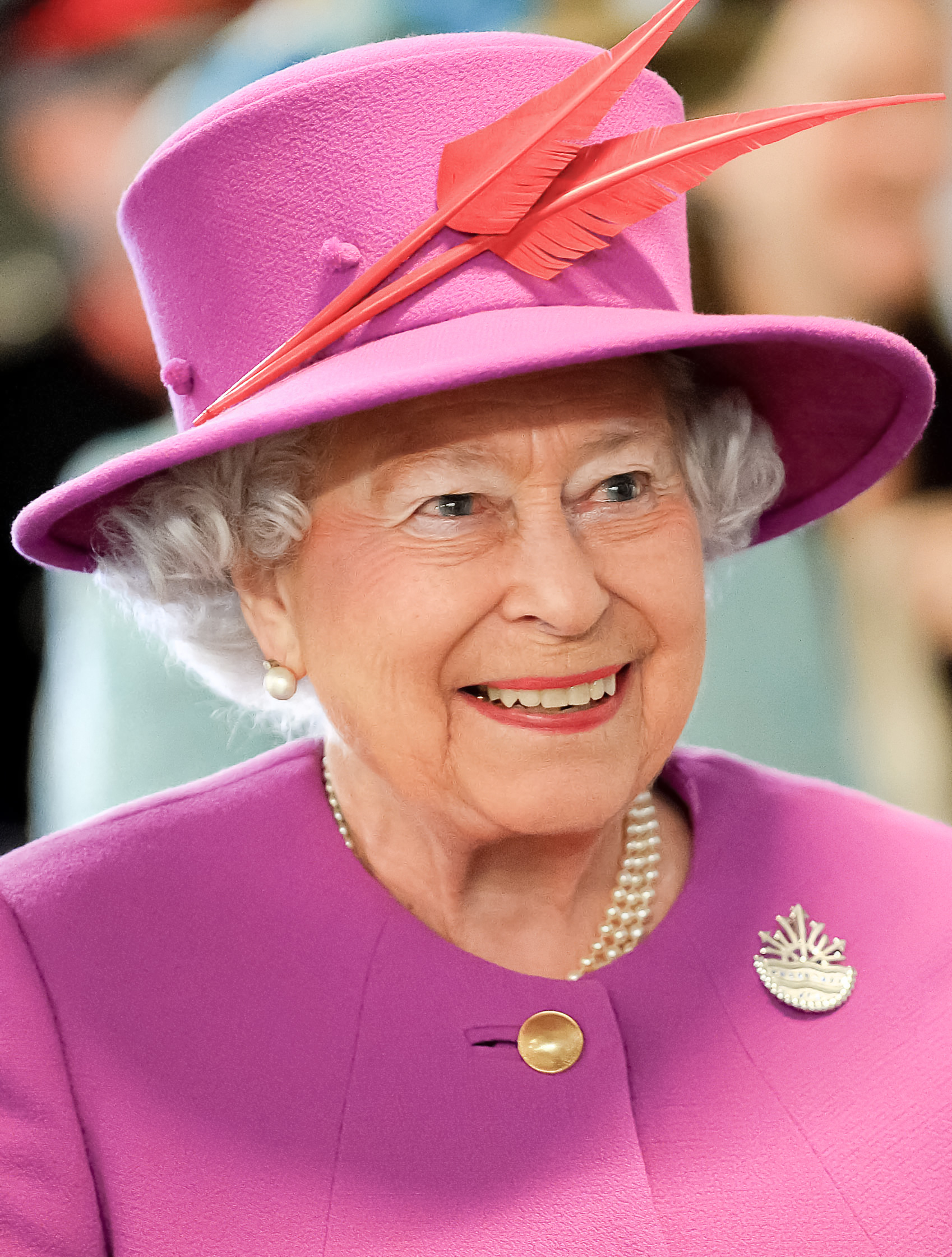
الیزابت دوم

| سال  | بازی‌های                      | شهر میزبان                               | افتتاح کننده رسمی          | سمت افتتاح کننده                       | منبع                               |
| ---- | ---------------------------- | ---------------------------------------- | -------------------------- | -------------------------------------- | ---------------------------------- |
| ۱۸۹۶ | بازی‌های المپیک تابستانی ۱۸۹۶ | آتن، یونان                               | جرج یکم                    | پادشاه یونان                           | [ ۱ ]                              |
| ۱۹۰۰ | بازی‌های المپیک تابستانی ۱۹۰۰ | پاریس، فرانسه                            | افتتاح رسمی نداشت          | افتتاح رسمی نداشت                      | [ ۲ ]                              |
| ۱۹۰۴ | بازی‌های المپیک تابستانی ۱۹۰۴ | سنت لوئیس، میزوری، ایالات متحده آمریکا   | دیوید آر. فرانسیس          | رئیس نمایشگاه خرید لوئیزیانا           | [ ۳ ]                              |
| ۱۹۰۸ | بازی‌های المپیک تابستانی ۱۹۰۸ | لندن، بریتانیا                           | ادوارد هفتم                | پادشاه بریتانیا                        | [ ۴ ]                              |
| ۱۹۱۲ | بازی‌های المپیک تابستانی ۱۹۱۲ | استکهلم، سوئد                            | گوستاو پنجم                | پادشاه سوئد                            | [ ۵ ]                              |
| ۱۹۲۰ | بازی‌های المپیک تابستانی ۱۹۲۰ | آنتورپ، بلژیک                            | آلبرت یکم                  | پادشاه بلژیک                           | [ ۶ ]                              |
| ۱۹۲۴ | بازی‌های المپیک زمستانی ۱۹۲۴  | شامونی، فرانسه                           | گاستون وایدل               | وزیر آموزش فرانسه                      | [ ۷ ]                              |
| ۱۹۲۴ | بازی‌های المپیک تابستانی ۱۹۲۴ | پاریس، فرانسه                            | گاستون دومرگ               | رئیس‌جمهور فرانسه                       | [ ۸ ]                              |
| ۱۹۲۸ | بازی‌های المپیک زمستانی ۱۹۲۸  | سنت موریتز، سوئیس                        | ادموند شولتز               | رئیس کنفدراسیون سوئیس                  | [ ۹ ]                              |
| ۱۹۲۸ | بازی‌های المپیک تابستانی ۱۹۲۸ | آمستردام، هلند                           | پرنس هندریک                | پرنس همنشین هلند                       | [ ۱۰ ]                             |
| ۱۹۳۲ | بازی‌های المپیک زمستانی ۱۹۳۲  | لیک پلاسید، نیویورک، ایالات متحده آمریکا | فرانکلین دی. روزولت        | فرماندار نیویورک                       | [ ۱۱ ]                             |
| ۱۹۳۲ | بازی‌های المپیک تابستانی ۱۹۳۲ | لس آنجلس، ایالات متحده آمریکا            | چارلز کرتیس                | معاون رئیس‌جمهور ایالات متحده آمریکا    | [ ۱۲ ]                             |
| ۱۹۳۶ | بازی‌های المپیک زمستانی ۱۹۳۶  | گارمیش-پارتنکیرشن، آلمان                 | آدولف هیتلر                | صدر اعظم آلمان                         | [ ۱۳ ]                             |
| ۱۹۳۶ | بازی‌های المپیک تابستانی ۱۹۳۶ | برلین، آلمان                             | آدولف هیتلر                | صدر اعظم آلمان                         | [ ۱۴ ]                             |
| ۱۹۴۸ | بازی‌های المپیک زمستانی ۱۹۴۸  | سنت موریتز، سوئیس                        | انریکو چلیو                | رئیس کنفدراسیون سوئیس                  | [ ۱۵ ]                             |
| ۱۹۴۸ | بازی‌های المپیک تابستانی ۱۹۴۸ | لندن، بریتانیا                           | جرج ششم                    | پادشاه بریتانیا                        | [ ۱۶ ]                             |
| ۱۹۵۲ | بازی‌های المپیک زمستانی ۱۹۵۲  | اسلو، نروژ                               | پرنسس راگنیلد              | پرنسس نروژ                             | [ ۱۷ ]                             |
| ۱۹۵۲ | بازی‌های المپیک تابستانی ۱۹۵۲ | هلسینکی، فنلاند                          | یوهو کوستی پاسیکیوی        | رئیس‌جمهور فنلاند                       | [ ۱۸ ]                             |
| ۱۹۵۶ | بازی‌های المپیک زمستانی ۱۹۵۶  | کورتینا دامپتزو، ایتالیا                 | جیووانی گرونچی             | رئیس‌جمهور ایتالیا                      | [ ۱۹ ]                             |
| ۱۹۵۶ | بازی‌های المپیک تابستانی ۱۹۵۶ | استکهلم، سوئد                            | گوستاو آدولف ششم           | پادشاه سوئد                            | [ ۲۰ ]                             |
| ۱۹۵۶ | بازی‌های المپیک تابستانی ۱۹۵۶ | ملبورن، استرالیا                         | شاهزاده فیلیپ، دوک ادینبرو | همنشین ملکه استرالیا                   | [ ۲۱ ]                             |
| ۱۹۶۰ | بازی‌های المپیک زمستانی ۱۹۶۰  | اسکو ولی، ایالات متحده آمریکا            | ریچارد نیکسون              | معاون رئیس‌جمهور ایالات متحده آمریکا    | [ ۲۲ ]                             |
| ۱۹۶۰ | بازی‌های المپیک تابستانی ۱۹۶۰ | رم، ایتالیا                              | جیووانی گرونچی             | رئیس‌جمهور ایتالیا                      | [ ۲۳ ]                             |
| ۱۹۶۴ | بازی‌های المپیک زمستانی ۱۹۶۴  | اینسبروک، اتریش                          | آدولف شرف                  | رئیس‌جمهور اتریش                        | [ ۲۴ ]                             |
| ۱۹۶۴ | بازی‌های المپیک تابستانی ۱۹۶۴ | توکیو، ژاپن                              | هیروهیتو                   | امپراتور ژاپن                          | [ ۲۵ ]                             |
| ۱۹۶۸ | بازی‌های المپیک زمستانی ۱۹۶۸  | گرونوبل، فرانسه                          | شارل دو گل                 | رئیس‌جمهور فرانسه                       | [ ۲۶ ]                             |
| ۱۹۶۸ | بازی‌های المپیک تابستانی ۱۹۶۸ | مکزیکو سیتی، مکزیک                       | گوستاوو دیاز اورداز        | رئیس‌جمهور مکزیک                        | [ ۲۷ ]                             |
| ۱۹۷۲ | بازی‌های المپیک زمستانی ۱۹۷۲  | ساپورو، ژاپن                             | هیروهیتو                   | امپراتور ژاپن                          | [ ۲۸ ]                             |
| ۱۹۷۲ | بازی‌های المپیک تابستانی ۱۹۷۲ | مونیخ، آلمان غربی                        | گوستاو هاینمان             | رئیس‌جمهور آلمان                        | [ ۲۹ ]                             |
| ۱۹۷۶ | بازی‌های المپیک زمستانی ۱۹۷۶  | اینسبروک، اتریش                          | رودلف کیرشلگر              | رئیس‌جمهور اتریش                        | [ ۳۰ ]                             |
| ۱۹۷۶ | بازی‌های المپیک تابستانی ۱۹۷۶ | مونترآل، کانادا                          | الیزابت دوم                | ملکه کانادا                            | [ ۳۱ ]                             |
| ۱۹۸۰ | بازی‌های المپیک زمستانی ۱۹۸۰  | لیک پلاسید، نیویورک، ایالات متحده آمریکا | والتر ماندیل               | معاون رئیس‌جمهور ایالات متحده آمریکا    | [ ۳۲ ]                             |
| ۱۹۸۰ | بازی‌های المپیک تابستانی ۱۹۸۰ | مسکو، اتحاد جماهیر شوروی سوسیالیستی      | لئونید برژنف               | رئیس هیئت رئیسه شورای عالی اتحاد شوروی | [ ۳۳ ]                             |
| ۱۹۸۴ | بازی‌های المپیک زمستانی ۱۹۸۴  | سارایوو، یوگسلاوی                        | میکا اسپیلیاک              | رئیس‌جمهور یوگسلاوی                     | [ ۳۴ ]                             |
| ۱۹۸۴ | بازی‌های المپیک تابستانی ۱۹۸۴ | لس آنجلس، ایالات متحده آمریکا            | رونالد ریگان               | رئیس‌جمهور ایالات متحده آمریکا          | [ ۳۵ ]                             |
| ۱۹۸۸ | بازی‌های المپیک زمستانی ۱۹۸۸  | کلگری، کانادا                            | جیانه ساو                  | فرماندار کل کانادا                     | [ ۳۶ ]                             |
| ۱۹۸۸ | بازی‌های المپیک تابستانی ۱۹۸۸ | سئول، کره جنوبی                          | روه تای-وو                 | رئیس‌جمهور کره جنوبی                    | [ ۳۷ ]                             |
| ۱۹۹۲ | بازی‌های المپیک زمستانی ۱۹۹۲  | آلبرت‌ویل، فرانسه                         | فرانسوا میتران             | رئیس‌جمهور فرانسه                       | [ ۳۸ ]                             |
| ۱۹۹۲ | بازی‌های المپیک تابستانی ۱۹۹۲ | بارسلون، اسپانیا                         | خوآن کارلوس یکم            | پادشاه اسپانیا                         | [ ۳۹ ]                             |
| ۱۹۹۴ | بازی‌های المپیک زمستانی ۱۹۹۴  | لیلهامر، نروژ                            | هارالد پنجم                | پادشاه نروژ                            | [ ۴۰ ]                             |
| ۱۹۹۶ | بازی‌های المپیک تابستانی ۱۹۹۶ | آتلانتا، ایالات متحده آمریکا             | بیل کلینتون                | رئیس‌جمهور ایالات متحده آمریکا          | [ ۴۱ ]                             |
| ۱۹۹۸ | بازی‌های المپیک زمستانی ۱۹۹۸  | ناگانو، ژاپن                             | آکی‌هیتو                    | امپراتور ژاپن                          | [ ۴۲ ]                             |
| ۲۰۰۰ | بازی‌های المپیک تابستانی ۲۰۰۰ | سیدنی، استرالیا                          | ویلیام دین                 | فرماندار کل استرالیا                   | [ ۴۳ ] [ ۴۴ ] [ ۴۵ ] [ ۴۶ ] [ ۴۷ ] |
| ۲۰۰۲ | بازی‌های المپیک زمستانی ۲۰۰۲  | سالت‌لیک‌سیتی، ایالات متحده آمریکا         | جرج دابلیو بوش             | رئیس‌جمهور ایالات متحده آمریکا          | [ ۴۸ ]                             |
| ۲۰۰۴ | بازی‌های المپیک تابستانی ۲۰۰۴ | آتن، یونان                               | کنستانتینوس استفانوپولوس   | رئیس‌جمهوری یونان                       | [ ۴۹ ]                             |
| ۲۰۰۶ | بازی‌های المپیک زمستانی ۲۰۰۶  | تورین، ایتالیا                           | کارلو آدزلیو چیامپی        | رئیس‌جمهور ایتالیا                      | [ ۵۰ ]                             |
| ۲۰۰۸ | بازی‌های المپیک تابستانی ۲۰۰۸ | پکن، چین                                 | هو جینتائو                 | رئیس‌جمهور چین                          | [ ۵۱ ]                             |
| ۲۰۱۰ | بازی‌های المپیک زمستانی ۲۰۱۰  | ونکوور، کانادا                           | میشل ژان                   | فرماندار کل کانادا                     | [ ۵۲ ]                             |
| ۲۰۱۲ | بازی‌های المپیک تابستانی ۲۰۱۲ | لندن، بریتانیا                           | الیزابت دوم                | پادشاهی بریتانیا                       | [ ۵۳ ]                             |
| ۲۰۱۴ | بازی‌های المپیک زمستانی ۲۰۱۴  | سوچی، روسیه                              | ولادیمیر پوتین             | رئیس‌جمهور روسیه                        | [ ۵۴ ]                             |
| ۲۰۱۶ | بازی‌های المپیک تابستانی ۲۰۱۶ | ریو دو ژانیرو، برزیل                     | میشل تمر                   | معاون رئیس‌جمهور برزیل                  |                                    |
| ۲۰۱۸ | بازی‌های المپیک زمستانی ۲۰۱۸  | شهرستان پیونگ‌چانگ، کره جنوبی             | مون جه-این                 | رئیس‌جمهور کره جنوبی                    |                                    |
| ۲۰۲۰ | بازی‌های المپیک تابستانی ۲۰۲۰ | توکیو، ژاپن                              | ناروهیتو                   | امپراتور ژاپن                          |                                    |
| ۲۰۲۲ | بازی‌های المپیک زمستانی ۲۰۲۲  | پکن، چین                                 | شی جین پینگ                | رئیس‌جمهور چین                          |                                    |
| ۲۰۲۴ | بازی‌های المپیک تابستانی ۲۰۲۴ | پاریس، فرانسه                            | امانوئل مکرون              | رئیس‌جمهور فرانسه                       |                                    |
| ۲۰۲۶ | المپیک زمستانی ۲۰۲۶          | میلان و کورتینا دامپتزو، ایتالیا         | نامشخص                     | رئیس‌جمهور ایتالیا                      |                                    |
| ۲۰۲۸ | بازی‌های المپیک تابستانی ۲۰۲۸ | لس آنجلس، ایالات متحده آمریکا            | نامشخص                     | رئیس‌جمهور ایالات متحده آمریکا          |                                    |

یادداشت‌ها:
1. 1 2  نام‌ها و سمت‌هایی که به صورت مورب نوشته شده‌اند، افراد و سمت‌هایی هستند که در زمان افتتاح، بلندپایه نبودند، نام‌ها و سمت‌های بلندپایه به صورت مورب نوشته نشده‌اند.
2. ↑  به نمایندگی از رئیس‌جمهور تئودور روزولت.
3. ↑  به نمایندگی از رئیس‌جمهور آلکساندر میلران.
4. 1 2  این سمت به لحاظ فنی مقام عالی کشور نیست، بلکه رئیس رسمی شورای فدرال است که به عنوان رئیس دولت فعالیت می‌کند.
5. ↑  به نمایندگی از همسرش، ملکه ویلهلمینای هلند.
6. 1 2  به نمایندگی از رئیس‌جمهور هربرت هوور.
7. ↑  کمیته بین‌المللی المپیک (IOC) در سال ۱۹۳۴ «صدراعظم» (رئیس حکومت) را به عنوان افتتاح کننده ثبت کرده‌است، اما در سال ۱۹۳۴ این سمت با «رئیس‌جمهور» (رئیس دولت) ترکیب و به «پیشوا و صدر اعظم» تبدیل شد.
8. ↑   به نمایندگی از پدر بزرگ‌اش پادشاه هاکون هفتم.
9. ↑  به نمایندگی از همسرش الیزابت دوم، ملکه استرالیا.
10. ↑  به نمایندگی از رئیس‌جمهور دوایت آیزنهاور.
11. ↑  به نمایندگی از رئیس‌جمهور جیمی کارتر.
12. ↑  کمیته بین‌المللی المپیک (IOC) عنوان برژنف را «رئیس‌جمهور»، عنوانی که در آن زمان توسط رئیس هیئت‌رئیسه شورای عالی یا رئیس دولت به کار می‌رفت، ثبت کرده‌است. (به صورت رسمی مقام ریاست جمهوری در اتحاد جماهیر شوروی تا سال ۱۹۹۰ (یک سال پیش از فروپاشی این کشور) ایجاد نشده بود)، با این که برژنف به عنوان دبیرکل حزب کمونیست نیز شناخته می‌شد، اما این عنوان در سوابق کمیته بین‌المللی المپیک ثبت نشده‌است.
13. 1 2  به نمایندگی از الیزابت دوم، ملکه کانادا.
14. ↑  به نمایندگی از الیزابت دوم، ملکه استرالیا.
15. ↑  کمیته بین‌المللی المپیک (IOC) عنوان هو جینتائو، افتتاح کننده بازی‌های پکن ۲۰۰۸ را «رئیس‌جمهور» ثبت کرده‌است. با این که هو به عنوان دبیرکل حزب کمونیست چین نیز شناخته می‌شد، این عنوان در سوابق کمیته بین‌المللی المپیک ثبت نشده‌است.
16. ↑  به عنوان رئیس‌جمهور موقت، وظایف و اختیارات ریاست جمهوری برزیل در غیاب دیلما روسف، که به اتهام فساد مالی از اختیارات ریاست جمهوری تعلیق شده بود، بر عهده تمر بود.
17. ↑  شی جین پینگ «رئیس‌جمهور»، رئیس دولت می‌باشد، همچنین به عنوان دبیرکل حزب کمونیست چین نیز شناخته می‌شود.

## مقامات عالی‌رتبه افتتاح کننده بازی‌های المپیک جوانان
| سال  | بازی‌ها                              | شهر میزبان               | افتتاح کننده رسمی | سمت افتتاح کننده           | منبع |
| ---- | ----------------------------------- | ------------------------ | ----------------- | -------------------------- | ---- |
| ۲۰۱۰ | بازی‌های المپیک تابستانی جوانان ۲۰۱۰ | سنگاپور                  | سلاپان راماناتان  | رئیس‌جمهور سنگاپور          |      |
| ۲۰۱۲ | بازی‌های المپیک زمستانی جوانان ۲۰۱۲  | اینسبروک، اتریش          | هاینتس فیشر       | رئیس‌جمهور اتریش            |      |
| ۲۰۱۴ | بازی‌های المپیک تابستانی جوانان ۲۰۱۴ | نانجینگ، چین             | شی جین پینگ       | رئیس‌جمهور چین              |      |
| ۲۰۱۶ | بازی‌های المپیک زمستانی جوانان ۲۰۱۶  | لیلهامر، نروژ            | هالد پنجم         | پادشاه نروژ                |      |
| ۲۰۱۸ | بازی‌های المپیک تابستانی جوانان ۲۰۱۸ | بوئنوس آیرس، آرژانتین    | مائوریسیو ماکری   | رئیس‌جمهور آرژانتین         |      |
| ۲۰۲۰ | بازی‌های المپیک زمستانی جوانان ۲۰۲۰  | لوزان، سوئیس             | سیمونتا سوماروگا  | رئیس‌جمهور کنفدراسیون سوئیس |      |
| ۲۰۲۴ | بازی‌های المپیک زمستانی جوانان ۲۰۲۴  | استان گانگوون، کره جنوبی | نامشخص            | رئیس‌جمهور کره جنوبی        |      |
| ۲۰۲۶ | بازی‌های المپیک تابستانی جوانان ۲۰۲۶ | داکار، سنگال             | نامشخص            | رئیس‌جمهور جمهوری سنگال     |      |

یادداشت‌ها:
1. ↑  کمیته بین‌المللی المپیک (IOC) عنوان شی جین پینگ، افتتاح کننده بازی‌های المپیک تابستانی جوانان ۲۰۱۴ را «رئیس‌جمهور» ثبت کرده‌است. با این که هو به عنوان دبیرکل حزب کمونیست چین نیز شناخته می‌شد، این عنوان در سوابق کمیته بین‌المللی المپیک ثبت نشده‌است.